# Mary Jo Kilroy

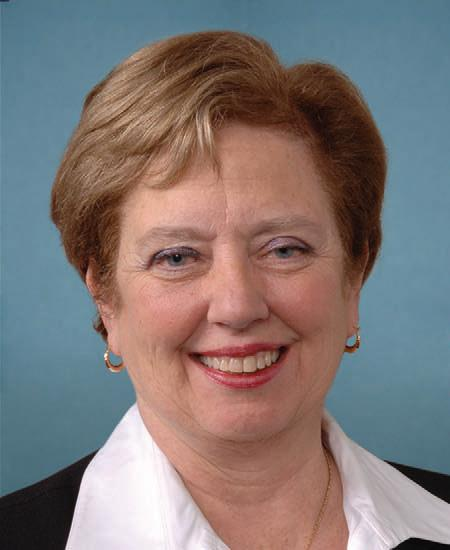
Mary Jo Kilroy (2009)

 Mary Jo Kilroy (* 30. April 1949 in Euclid, Ohio) ist eine US-amerikanische Politikerin. Zwischen 2009 und 2011 vertrat sie den Bundesstaat Ohio im US-Repräsentantenhaus.

## Werdegang
Mary Jo Kilroy besuchte bis 1977 die Cleveland State University. Nach einem anschließenden Jurastudium an der Ohio State University in Columbus und ihrer 1980 erfolgten Zulassung als Rechtsanwältin begann sie in diesem Beruf zu arbeiten. Zwischen 1992 und 1999 gehörte sie dem Bildungsausschuss der Stadt Columbus an; im Jahr 1999 war sie Präsidentin dieses Gremiums. Politisch schloss sie sich der Demokratischen Partei an. 1996 kandidierte sie erfolglos für den Senat von Ohio. Von 2001 bis 2008 gehörte sie dem Bezirksrat im Franklin County an. Zwischen 2005 und 2007 war dessen Vorsitzende. Im Jahr 2006 kandidierte sie noch erfolglos für das US-Repräsentantenhaus.
Bei den Kongresswahlen des Jahres 2008 wurde Kilroy dann aber im 15. Wahlbezirk von Ohio in das US-Repräsentantenhaus in Washington, D.C. gewählt, wo sie am 3. Januar 2009 die Nachfolge der Republikanerin Deborah Pryce antrat. Da sie im Jahr 2010 nicht bestätigt wurde, konnte sie bis zum 3. Januar 2011 nur eine Legislaturperiode im Kongress absolvieren. Dort war sie Mitglied im Finanzausschuss und im Ausschuss für Innere Sicherheit sowie in insgesamt fünf Unterausschüssen. Sie gehörte auch dem Congressional Progressive Caucus an.
Im Jahr 2012 kandidierte Mary Jo Kilroy erfolglos im neu zugeschnittenen 3. Kongresswahlbezirk Ohios in den Vorwahlen ihrer Partei für die anstehenden Kongresswahlen. Sie unterlag Joyce Beatty.